# آنتیک (فیلم)
آنتیک فیلم ایرانی محصول ۱۴۰۳ به کارگردانی هادی نائیجی و تهیه‌کنندگی محمود بابایی است. آنتیک سومین فیلم بلند نائیجی در مقام کارگردان است. گروه بازیگران آن شامل پژمان جمشیدی، بیژن بنفشه‌خواه، ستاره پسیانی، آناهیتا افشار، غلامرضا نیکخواه، امیر نوروزی، فرزین محدث علی باقری، مجتبی شفیعی، هادی افتخارزاده، آرش نوذری، لادن ژافه‌وند، یدالله شادمانی، رحمان باقریان، و مهدی قربانی می‌شود.
این فیلم ، تا به امروز با حاشیه های فراوانی همراه بوده است.

## داستان
انقلاب شده و کاسبی اِبی(پژمان جمشیدی) و وَلی(بیژن بنفشه‌خواه)، آنتیک بازهای قبل انقلاب کساد است اما درِ بازِ ضریح پر از پول یک امامزاده، مسیر زندگی‌شان را تغییر می‌دهد.

## بازیگران
- پژمان جمشیدی
- بیژن بنفشه‌خواه
- ستاره پسیانی
- آناهیتا افشار
- غلامرضا نیکخواه
- امیر نوروزی
- فرزین محدث
- علی باقری
- مجتبی شفیعی
- هادی افتخارزاده
- آرش نوذری
- لادن ژافه‌وند
- یدالله شادمانی
- رحمان باقریان
- مهدی قربانی